# Peter Plympton Smith

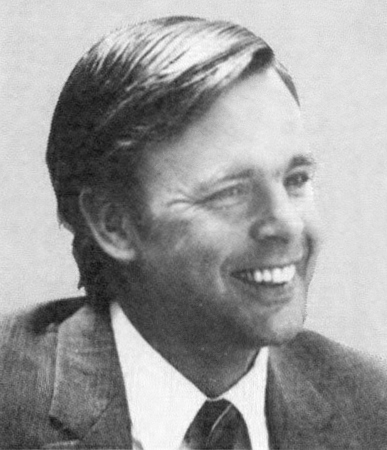
Peter Plympton Smith, 1989

Peter Plympton Smith (* 31. Oktober 1945 in Boston, Massachusetts) ist ein US-amerikanischer Politiker. Er vertrat den Bundesstaat Vermont im US-Repräsentantenhaus und war dessen Vizegouverneur.

## Werdegang
Peter Smith wurde in Boston geboren, wuchs aber in Burlington (Vermont) auf. Dort besuchte er die öffentlichen Schulen. Danach studierte er bis 1964 an der Phillips Academy in Andover (Massachusetts). Es folgten Studiengänge an der Princeton University und der Harvard University. Dort graduierte er in den Jahren 1968 bzw. 1970. Danach begann Smith selbst im Schuldienst tätig zu werden. Im Jahr 1970 wurde er Direktor einer Bildungsanstalt (Education Facility) in Montpelier. Er war Gründer und von 1970 bis 1978 erster Präsident des Community College of Vermont. In den 1970er und 1980er Jahren bekleidete er weitere Ämter im Bildungswesen seiner Heimat.
Politisch wurde Smith Mitglied der Republikanischen Partei. 1978 kandidierte er für das Amt des Vizegouverneurs von Vermont. Nachdem er seinen Parteikollegen und bisherigen Amtsinhaber T. Garry Buckley in den republikanischen Vorwahlen geschlagen hatte, unterlag er jedoch seiner demokratischen Kontrahentin Madeleine M. Kunin. Zwischen 1981 und 1982 war er Mitglied des Senats von Vermont, in dem schon sein Vater Frederick P. Smith gesessen hatte; von 1983 bis 1986 amtierte er als Vizegouverneur des Staates. Im Jahr 1986 kandidierte er erfolglos für das Amt des Gouverneurs: Er unterlag der demokratischen Amtsinhaberin Madeleine M. Kunin. Danach leitete er von 1987 bis 1988 die Norwich University.
1988 wurde Smith in das US-Repräsentantenhaus in Washington, D.C. gewählt, wo er am 3. Januar 1989 die Nachfolge von Jim Jeffords antrat. Da er bei den Wahlen des Jahres 1990 Bernie Sanders unterlag, konnte er bis zum 3. Januar 1991 nur eine Legislaturperiode im Kongress absolvieren. Zwischen 1991 und 1994 war Smith Dekan der Fakultät für Erziehung und menschliche Entwicklungen an der George Washington University in Washington. Im Jahr 1995 war er Gründer und bis 2005 erster Präsident der California State University, Monterey Bay in Seaside. Danach war er einer der stellvertretenden Direktoren der UNESCO. Seit 1995 lebt er in Marina in Kalifornien.